# Małe zbrodnie małżeńskie
Małe zbrodnie małżeńskie (fr. Petits crimes conjugaux) – dramat autorstwa Érica-Emmanuela Schmitta opowiadający o relacjach uczuciowych małżeństwa z 15-letnim stażem – Lisy i Gilles'a Sobiri. O amnezji, intrydze i próbie zbrodni, wzajemnym docieraniu się i okłamywaniu. Przewrotna historia o miłości i jej granicach.

## Polskie wydania książki
- I – Znak, 2005 – miękka oprawa, projekt graficzny – Olgierd Chmielewski
- II – Znak, 2008 – twarda okładka, projekt graficzny – Sylwia Kowalczyk

## Spektakl teatralny
- prapremiera – 12 września 2003, Théâtre Édouard VII, Paryż, aktorzy: Bernard Giraudeau, Charlotte Rampling
- prapremiera polska – 12 lutego 2005, Teatr Ateneum w Warszawie, reż. Marcin Sosnowski, aktorzy: Magdalena Zawadzka i Leonard Pietraszak

## Spektakl telewizyjny
- premiera: 11 września 2006, TVP, reż. Krystyna Janda, aktorzy: Krystyna Janda, Jan Frycz[1]